# Fonti Castellane
Le Fonti Castellane sono uno dei tre lavatoi che, in tempi passati, erano a servizio della città di Montalcino, in provincia di Siena.

## Storia ed Uso
Le fonti sono state, probabilmente, costruite nel XIV secolo. Esse erano utilizzate per lavare i panni, per prendere acqua da bere, per abbeverare cavalli, muli e asini. In più queste fornivano acqua per molte altre attività come fornaci da vasi, oliviere, cererie e conce. Quella Castellana era connessa, in particolare, alla manifattura del ferro eseguita soprattutto nella zona di Santa Margherita. Le fonti hanno avuto un ruolo rilevante all'interno di Montalcino, questo, ovviamente fino agli anni 50' del '900, quando l'acqua iniziò ad arrivare proprio all'interno delle case ed iniziarono a diffondersi gli elettrodomestici. Da lì in poi inizierà un periodo di degrado per le Castellane: la struttura era avvolta dalla vegetazione, e la muratura in condizioni pessime con il rischio crollo. Nel primo decennio del secondo millennio, il Comune di Montalcino si impegnò a ristrutturare questa struttura, insieme a quella della Fonte degli Appicciati.

## Descrizione
Le Fonti si trovano in Via Fontebuia (nome di un altro lavatoio vicino appena fuori dalle mura) e presso la Porta Castellana, nel Quartiere Pianello. La struttura, leggermente abbassata rispetto al terreno, è costituita da due enormi archi in mattoni e pareti in pietra con tracce di laterizio; ed è coperta da volte a botte. La parte interna è perlopiù intonacata.